# Raymond Vouillamoz
 (mars 2022).
Si vous disposez d'ouvrages ou d'articles de référence ou si vous connaissez des sites web de qualité traitant du thème abordé ici, merci de compléter l'article en donnant les références utiles à sa vérifiabilité et en les liant à la section « Notes et références ».
Raymond Vouillamoz (né à Martigny en 1941) est un réalisateur suisse.

## Carrière
Les débuts professionnels de Raymond Vouillamoz datent de 1960. Il effectue un stage de deux ans pour obtenir en 1962 la carte de journaliste du registre professionnel suisse. En parallèle, il est critique de cinéma à L'Express de Neuchâtel et à la Feuille d'Avis de Neuchâtel et à Radio-TV-Je vois tout à Lausanne, magazine pour lequel il conçoit le cahier consacré à la présentation des programmes de télévision.
De 1966 à 1969  il effectue un  stage de réalisateur à la Télévision suisse romande sous la direction de Claude Goretta. De 1969 à 1979, toujours à la TSR, il est nommé réalisateur. Grand reporter pour l'émission Temps Présent de 1970 à 1980, il a réalisé de nombreux reportages, notamment des portraits de Mobutu et du Shah d'Iran. Parallèlement, il a réalisé plusieurs adaptations théâtrales pour le petit écran, comme Woyzeck ou Liberté à Brême.
De 1979 à 1990, il est chef du département « Fiction, divertissement et jeunesse » de la Télévision suisse romande.
En 1991 et 1992, il s'installe en France et est respectivement directeur des programmes de fiction de La Cinq et directeur des programmes nationaux et régionaux de France 3.
Il retourne en Suisse en 1993, et devient jusqu'en 2003 directeur des programmes de la TSR.
En 2005, il redevient cinéaste. Nommé chevalier des Arts et des Lettres le 25 février 1999 par la ministre français de la culture, Catherine Trautmann, Raymond Vouillamoz a été membre du conseil de fondation de la Cinémathèque suisse de 1994 à 2017, président du Geneva International Film Festival Tous Ecrans devenu en 2017 Geneva International Film Festival (GIFF), membre de l'Académie du cinéma suisse, officier de la Confrérie des compagnons de Gutenberg. De 2000 à 2010 il a présidé le conseil de sélection du festival de la fiction française à Saint-Tropez puis à La Rochelle. Il est juré dans de nombreux festivals de cinéma et de  télévision, il a notamment siégé au jury international du Festival de Locarno en 1993.

## Filmographie
- 1968 : François et Françoise, avec Joséphine Chaplin, court métrage d'examen de réalisateur.
- 1969 : La Bataille.
- 1970 : La Maladie de Walter. Docu-drama tourné à l'hôpital psychiatrique de Cery (Vaud) avec Arnold Walter et Jacques Denis.
- 1971 : Eux les gendarmes, documentaire. Journaliste : Michel Boujut. Tourné dans les locaux de la police genevoise des Pâquis.
- 1972 : La Transamazonienne documentaire (Temps Présent). Journaliste : Pierre-Pascal Rossi.
- 1972 : Le Piano magique, comédie musicale avec Eddie Constantine. Scénario Jean-Pierre Moulin. Musique Jimmy Paramore
- 1973 : Le Juke-box de Charlotte, tourné au café La Pointe Bld du Pont-d'Arve, Genève. Documentaire primé à Avignon[réf. nécessaire].
- 1974 : La Mise en scène ou la création du Diable. Scénario Jean-Pierre Moulin. Avec François Simon. Musique Antoine Duhamel.
- 1975 : Portrait de Mobutu Sese Seko documentaire (Temps Présent et TF1 : TF1 a diffusé ce documentaire en août 1975 à l'occasion de la visite du Président de la République française Valéry Giscard d'Estaing au Zaïre).
- 1976 : Liberté à Brême d'après Rainer Werner Fassbinder.
- 1977 : Portrait du Shah d'Iran, documentaire (Temps Présent).
- 1978 : 26XLa Suisse : Le Valais, documentaire faisant partie d'une série de 26 épisodes consacrés aux cantons et demi-cantons qui composent la Suisse.
- 1979 : Ce fleuve qui nous charrie avec Jean-Luc Bideau. Scénario Jacques Guhl. Film tourné pendant la course pédestre Morat-Fribourg.
- 1981 : L'Amour des femmes de Michel Soutter (producteur)
- 1984 : Série noire — épisode : Noces de soufre, scénario adapté de la « Série noire » Gallimard no 878 de Jean Amila, avec Agnès Soral, Hugues Quester, Jean-Luc Bideau.
- 1988 : Le Bois de justice. Collection Hamster-France 2 Haute Tension. Scénario adapté de la « Série noire » de Gallimard no 2019 de John Wainwright. Dialogues de Colo Tavernier. Avec Jean-Philippe Ecoffey, Nils Tavernier.
- 2000 : L'Éclipse, épisode du long-métrage Histoires de fête, film réalisé par Jean-François Amiguet, Francis Reusser, Pascal Magnin, Nadia Farès, et Raymond Vouillamoz pendant et dans la Fête des Vignerons de Vevey de 1999[1]
- 2005 : Les Amants de la dent blanche, d'après le roman de Narcisse Praz, avec Alexis Michalik.
- 2008 : El Suizo, soupçons en Équateur, documentaire.
- 2009 : Déchaînées, Prix du meilleur téléfilm suisse et francophone 2009, prix d'interprétation pour Adèle Haenel au Festival Cinéma tous écrans de Genève, médaille Erasmus d'excellence de Vienne 2010[réf. nécessaire].
- 2009 : Frau and Frei, version allemande de Déchaînées, 1re diffusion le 28 mai 2010.
- 2009 : Dans mon cinéma, série de douze émissions consacrées aux acteurs et actrices français interviewés par Dominique Warluzel avec Alain Delon, Nathalie Baye, Robert Hossein, Mireille Darc, Claudia Cardinale, Christophe Lambert, etc.
- 2012 : D'une jungle à l'autre, série d'aventures documentaires de 6x35 minutes tournée en Guyane française, notamment chez les Amérindiens, avec des patients souffrant de troubles psychiques.
- 2013 : Tous à ski, série documentaire de 6x45 minutes avec l'École de ski des Diablerets (Alpes vaudoises).
- 2015 : Avec la vie que j'avais, documentaire télévisé avec Béatrice Barton sur l'AVC de Dominique Warluzel filmé aux Bahamas, à Los Angeles et en Suisse. Existe en version anglaise.

### Documentaire
- Raymond Vouillamoz, La Folie Nanterre, 20 mars 1969, Radio télévision suisse.

### Ouvrages publiés
- 2004 : Album de famille. Réalisation et production d'un ouvrage collectif pour les 50 ans de la TSR.
- 2007 : Les 15 ans du Pacte de l'Audiovisuel. Conception avec Alberto Chollet d'un ouvrage collectif cinéma suisse.
- 2014 : Zapping intime. Autobiographie. Favre éditeur, Lausanne, 289 pages.
- 2019 : La domestique du crétin des Alpes, roman, Éditions Mon village, Sainte-Croix (CH) 153 pages.
- 2020 : (en) Raymond Vouillamoz, « Recollections of Coproducing Two videos by Jean-Luc Godard for prime-time on Television suisse romande », Senses of cinema, no 95,‎ juillet 2020.
- 2022 : L'ordre n'a pas d'ipmrotncae, roman, Éditions de l'Aire, Vevey.